# Pissed Off Bastards of Bloomington
Les Pissed Off Bastards of Bloomington (POBOB) est un club de motards qui, en 1947, avec les Boozefighters MC et les Market Street Commandos, ont participé aux très médiatisées émeutes de Hollister (immortalisé plus tard par le film L'Équipée sauvage).

## Histoire
Les POBOB ont été l'un des premiers clubs de moto et de voiture fondé en 1945 à quelques kilomètres au sud de San Bernardino, en Californie, dans la petite ville de Bloomington.
Le 4 juillet 1947 à Hollister, en Californie, là ou l'American Motorcycle Association (AMA) organisait le Gipsy Tour, les Boozefighters, les POBOB et les Market Street Commandos prirent possession de la ville pendant près de trois jours. Les membres des POBOB jouèrent un rôle essentiel dans les évènements de Hollister.
Deux mois plus tard, les mêmes clubs étaient à Riverside, en Californie, pour le Labor Day week-end, un autre évènement organisé par l'AMA. La même chose se produisit à nouveau comme à Hollister. Plus de quatre mille personnes, motards et citoyens, envahirent la rue principale de la ville. Le shérif de Riverside, Carl Rayburn, accusa un groupe de gamins crétins de perturber sa ville, en disant : « Ils sont rebelles, ils sont hors-la-loi. »
En 1948, l'AMA aurait fait une déclaration disant que 99 % des motards étaient de bonnes personnes faisant un sport propre et que le 1 % restant était des anti-sociaux et des barbares. Le terme « one percenter » était né.
Cependant l'AMA ne possède aucun dossier prouvant une telle déclaration. En 2005, un de ses représentants déclara : « Nous n'avons pas été en mesure d'attribuer l'origine de l'utilisation du terme 1 % par un membre officiel de l'AMA ou de la publication de cette déclaration — de sorte que cette déclaration est considérée comme apocryphe. »
Trois ans plus tard, le POBOB MC devint un simple club de moto (le club de voiture en moins), dans la ville de Fontana, connu comme Felony Flats. Le club existe encore aujourd'hui avec un groupe de membres connus comme les Pissed Off Bastards of Berdoo, en Californie et au Nevada.